# Hemodynamika
Hemodynamika (z řec. haima, krev a dynamis, síla) je hydrodynamika proudění v krevním oběhu. Popisuje proudění krve jakožto vazké tekutiny z fyzikálního hlediska, což je vzhledem ke složitosti krevního oběhu a neustálým změnám tlaku velmi složitá úloha. Oběhový systém je řízen mechanismy homeostázy podobně jako hydraulický systém. Hemodynamická odezva průběžně zaznamenává tělo a okolí a upravuje systém.